# Brendan Smyth

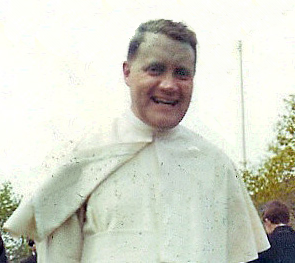
Cha Brendan Smyth, ảnh chụp năm 1965

Brendan Smyth (8 tháng 6 năm 1927 – 22 tháng 8 năm 1997) là một vị linh mục Công giáo, người đã có tai tiếng vì hành vi lạm dụng tình dục trẻ em bị phanh phui sau suốt một thời gian dài và bị quy kết tội ấu dâm. Linh mục này đã lạm dụng chức vụ, quyền hạn của mình trong Giáo hội để có thể tiếp cận và thực hiện các hành vi lạm dụng trẻ em.

## Hành vi
Trong một khoảng thời gian hơn 40 năm, Linh mục Smyth đã lạm dụng tình dục và tấn công tình dục hơn 100 trẻ em trong giáo xứ ở Belfast, Dublin của Ailen và Cha Smyth tiếp tục lạm dụng và hãm hiếp nhiều trẻ em tại Ireland, Anh và Hoa Kỳ trước khi bị dẫn độ trở lại Bắc Ireland vào năm 1994. Ông chết 3 năm sau đó trong một nhà tù ở Ireland.

## Hậu quả
Tranh cãi xung quanh vụ việc của ông này là một trong những nguyên nhân thúc đẩy sự sụp đổ của chính phủ Ireland vào tháng 12 năm 1994. Và sau này, Hồng y Sean Brady, vị chức sắc cấp cao của giáo hội Thiên Chúa Giáo Ireland nói rằng ông sẽ không từ chức trừ phi Vatican hạ lệnh cho ông, mặc dù ông nhìn nhận đã có lần thu thập bằng chứng về một tu sĩ phạm tội lạm dụng tình dục nhiều trẻ em mà không báo cho cảnh sát. Từ vụ việc này là Tòa thánh Vatican cũng là tâm điểm chú ý của dư luận trong việc giải quyết vụ việc này.